# Bahnhof Zwotental
Der Bahnhof Zwotental ist die Bahnstation des Ortsteiles Zwotental von Schöneck/Vogtl. in Sachsen.

## Geschichte

### Bahnhofsname
Der Bahnhof trug in seiner Geschichte bereits drei unterschiedliche Namen:
- bis 30. September 1902: Zwota
- ab 1. Oktober 1902: Zwota Bahnhof
- ab 1. Mai 1909: Zwotental

### Betrieb

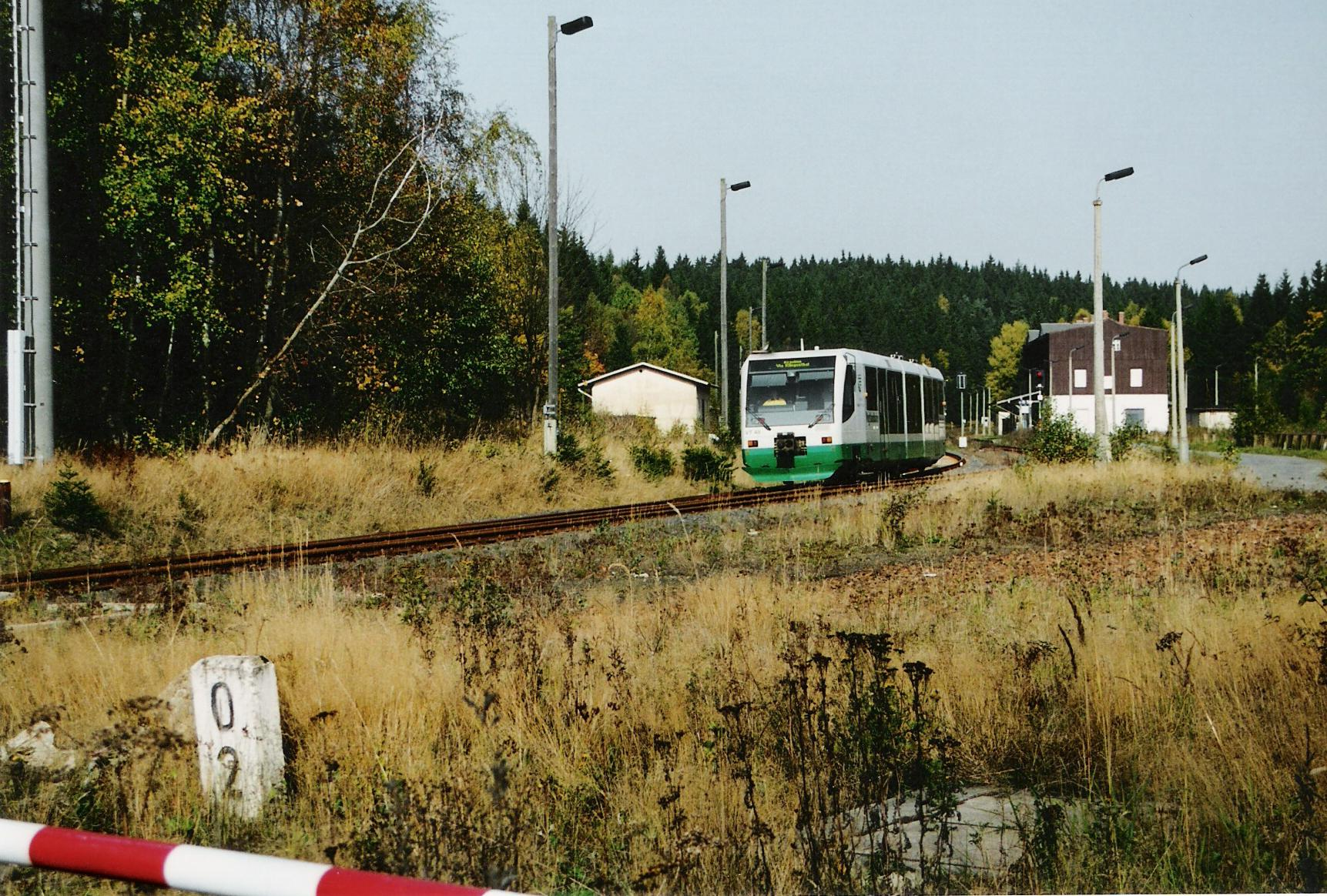
Bahnhofsanlagen 2001

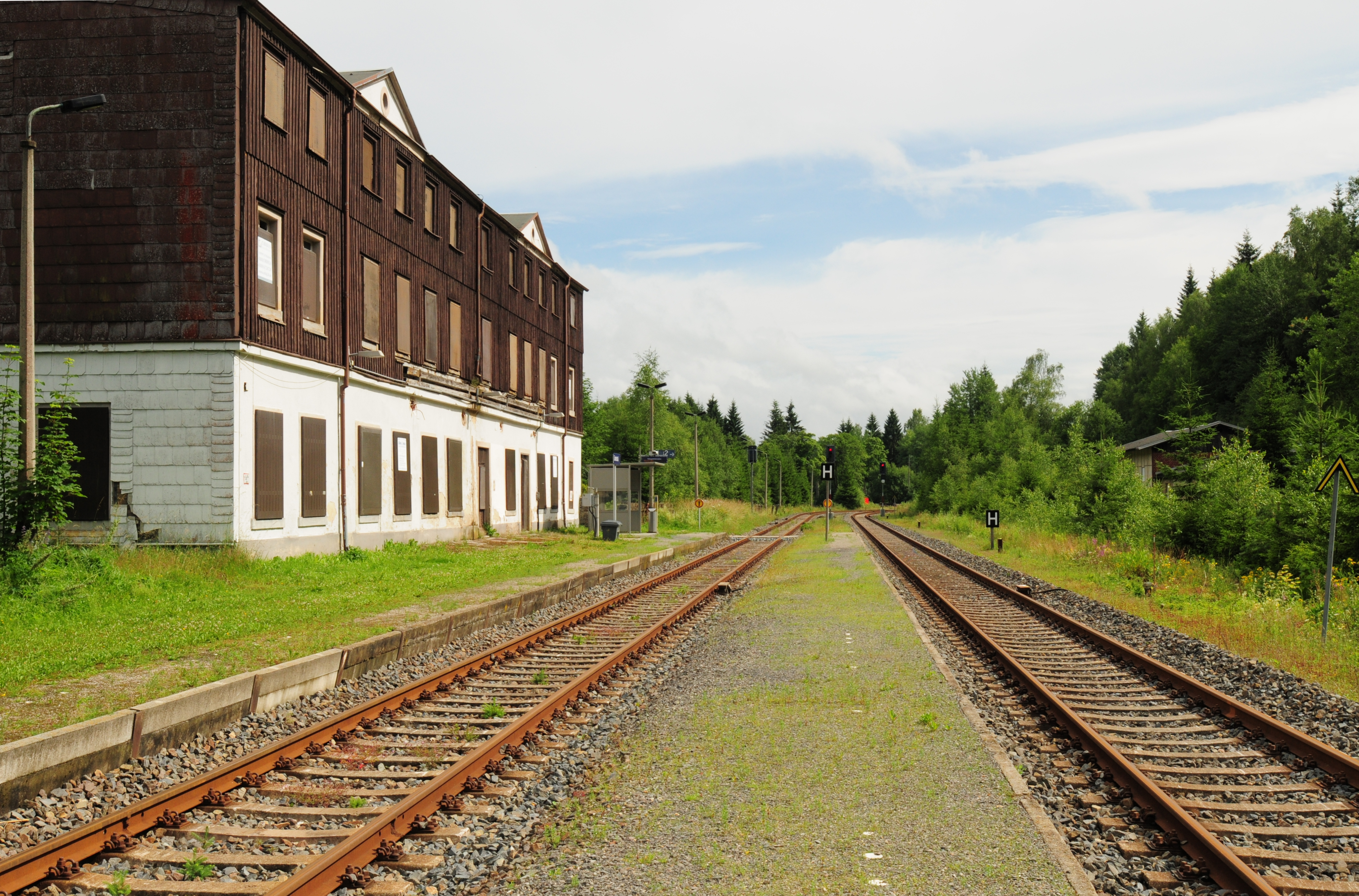
Bahnhofsanlagen 2017

Die Station wurde als Haltestelle an der Bahnstrecke Chemnitz–Aue–Adorf durch die Chemnitz-Aue-Adorfer Eisenbahn-Gesellschaft am 15. November 1875 eröffnet. Bei der Betriebseröffnung besaß die Station ein Empfangsgebäude, drei durchgehende Gleise westlich des Empfangsgebäudes und eine Drehscheibe. Die Züge der am 24. Dezember 1875 eröffneten Bahnstrecke Zwota–Klingenthal aus Klingenthal endeten zunächst in einem eigenen Kopfbahnhofsteil östlich des Empfangsgebäudes. 1877 wurde ein einständiges Heizhaus, eine Wasserstation und eine Laderampe gebaut, 1878 ein Güterschuppen. Mit der 1886 eröffneten Grenzverbindung Klingenthal–Untergraslitz und der 1892 eröffneten Bahnstrecke Falkenstein–Muldenberg stiegen die Transportleistungen weiter an. Bis 1899 wurde die am 1. Juli 1898 zum Bahnhof aufgewertete Station bis auf acht durchgehende Gleise – davon vier Bahnsteiggleise – erweitert. Der Kopfbahnhof für die Züge nach Klingenthal wurde in das Streckengleis Richtung Muldenberg eingebunden, somit war ein Inselbahnhof entstanden. Ebenfalls waren seit der Jahrhundertwende zwei Stellwerke in Betrieb gegangen, mit denen die Weichen der Hauptgleise und die Signale ferngestellt werden konnten.
1913 waren 23 Weichen, zehn durchgehende Gleise – davon fünf Bahnsteiggleise – vorhanden. Ab 1934 wurde das Heizhaus als Kleinwagenschuppen genutzt. Bis 1973 eine eigenständige Dienststelle, unterstand der Bahnhof ab 1974 dem Bahnhof Klingenthal. Etwa zur selben Zeit wurde ein Stellwerk außer Betrieb genommen.
Von den ausgedehnten Bahnhofsanlagen sind heute nur noch zwei Gleise westlich des Empfangsgebäudes für Zugkreuzungen vorhanden, der Rest der Gleise wurde 1997 abgebaut. Auch das in den 1930er Jahren nochmals erweiterte Empfangsgebäude ist ohne Funktion und steht leer. Er gehört zur Preisklasse 7. Im Jahr 2019 wurde die Bahnsteigbeleuchtung erneuert. Weiterhin wurde die Zuwegung von der öffentlichen Straße zum Bahnhof mit einer neuen Beleuchtung ausgestattet.